# Paris-Roubaix 2019
La 117e édition de Paris-Roubaix a lieu le 14 avril 2019. Elle fait partie du calendrier UCI World Tour 2019 en catégorie 1.UWT.

## Équipes
| WorldTeams (18)- AG2R La Mondiale - Astana - Bahrain-Merida - Bora-hansgrohe - CCC Team - Deceuninck-Quick Step - Dimension Data - EF Education First - Groupama-FDJ - Team Jumbo-Visma - Katusha-Alpecin - Lotto Soudal - Mitchelton-Scott - Movistar Team - Sky - Team Sunweb - Trek-Segafredo - UAE Team Emirates Équipes continentales professionnelles (7)- Arkéa-Samsic - Cofidis, Solutions Crédits - Delko-Marseille Provence - Total Direct Énergie - Roompot-Charles - Wanty-Groupe Gobert - Vital Concept-B&B Hotels |
| |

## Parcours

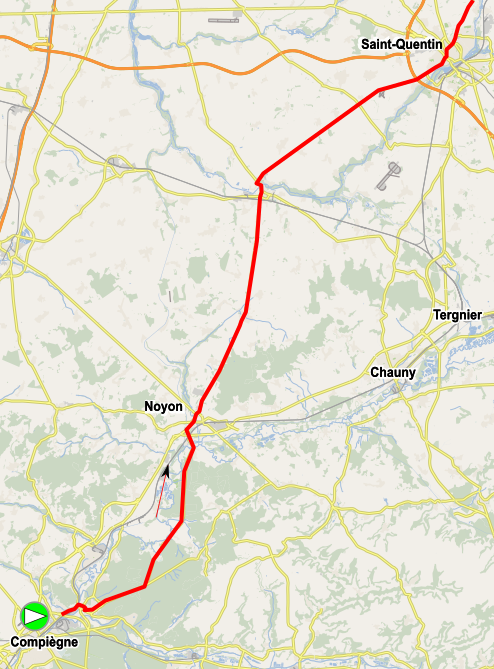
Première partie du parcours, secteurs pavés en vert.
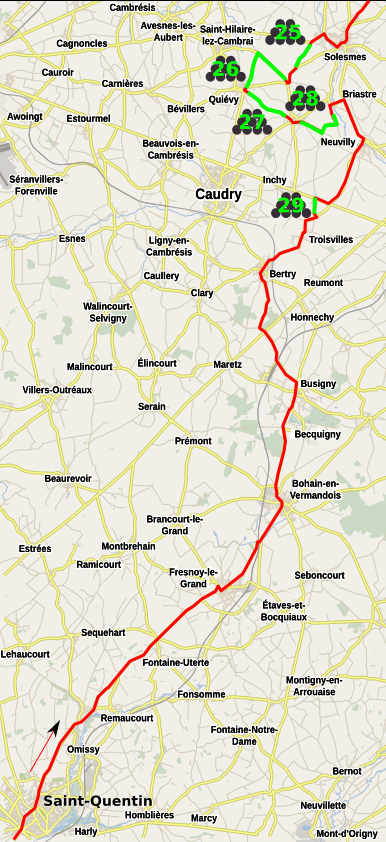
Parcours entre Saint-Quentin et Solesmes
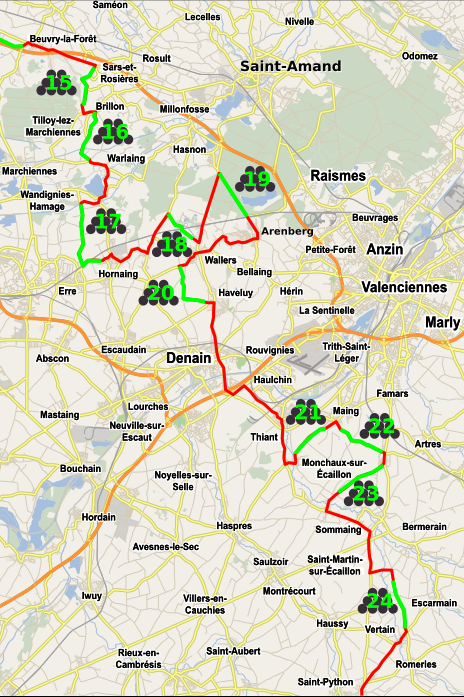
Parcours entre Solesmes et Orchies.
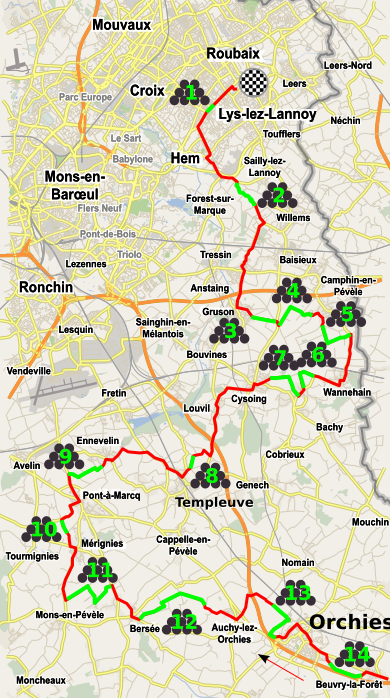
Parcours entre Orchies et Roubaix

| Secteur | Kilomètre | Localisation                              | Longueur | Difficulté |
| ------- | --------- | ----------------------------------------- | -------- | ---------- |
| 29      | 97,5      | Troisvilles > Inchy                       | 900 m    | 02         |
| 28      | 108,5     | Briastre > Viesly                         | 3 000 m  | 04         |
| 27      | 110,5     | Viesly > Quiévy                           | 1 800 m  | 03         |
| 26      | 116       | Quiévy > Saint-Python                     | 3 700 m  | 04         |
| 25      | 118,5     | Saint-Python                              | 1 500 m  | 02         |
| 24      | 127,5     | Vertain > Saint-Martin-sur-Écaillon       | 2 300 m  | 03         |
| 23      | 136,5     | Verchain-Maugré > Quérénaing              | 1 600 m  | 03         |
| 22      | 140,5     | Quérénaing > Maing                        | 2 500 m  | 03         |
| 21      | 142,5     | Maing > Monchaux-sur-Écaillon             | 1 600 m  | 03         |
| 20      | 156,5     | Haveluy > Wallers                         | 2 500 m  | 04         |
| 19      | 164,5     | Trouée d'Arenberg                         | 2 300 m  | 05         |
| 18      | 170       | Wallers > Hélesmes                        | 1 600 m  | 03         |
| 17      | 179       | Hornaing > Wandignies-Hamage              | 3 700 m  | 04         |
| 16      | 185       | Warlaing > Brillon                        | 2 400 m  | 03         |
| 15      | 188,5     | Tilloy-lez-Marchiennes > Sars-et-Rosières | 2 400 m  | 04         |
| 14      | 194       | Beuvry-la-Forêt > Orchies                 | 1 400 m  | 03         |
| 13      | 199       | Orchies                                   | 1 700 m  | 03         |
| 12      | 206,5     | Auchy-lez-Orchies > Bersée                | 2 700 m  | 04         |
| 11      | 212       | Mons-en-Pévèle                            | 3 000 m  | 05         |
| 10      | 215,5     | Mérignies > Avelin                        | 700 m    | 02         |
| 9       | 220       | Pont-Thibaut > Ennevelin                  | 1 400 m  | 03         |
| 8       | 224       | Templeuve - l'Épinette                    | 200 m    | 01         |
| 8       | 225       | Templeuve - le Moulin-de-Vertain          | 500 m    | 02         |
| 7       | 231       | Cysoing > Bourghelles                     | 1 300 m  | 03         |
| 6       | 233,5     | Bourghelles > Wannehain                   | 1 100 m  | 03         |
| 5       | 238       | Camphin-en-Pévèle                         | 1 800 m  | 04         |
| 4       | 240,5     | Carrefour de l'Arbre                      | 2 100 m  | 05         |
| 3       | 243       | Gruson                                    | 1 100 m  | 02         |
| 2       | 249,5     | Willems > Hem                             | 1 400 m  | 03         |
| 1       | 255,5     | Roubaix                                   | 300 m    | 01         |
| Total   | Total     | Total                                     | 0 m      | 0 m        |

## Récit de la course
L'échappée décisive se produit à 48 kilomètres de l'arrivée lorsqu'un groupe de six hommes se porte en tête. Ce groupe se compose de Philippe Gilbert et son coéquipier Yves Lampaert, de Peter Sagan, de Wout van Aert, de Sep Vanmarcke et de Nils Politt. Ce dernier et Gilbert réussissent à s'isoler en tête à 13 km du terme. Sur le vélodrome de Roubaix, le Belge devance au sprint son compagnon d'échappée.
Grâce à ce succès, Philippe Gilbert devient à 36 ans le quatrième lauréat le plus âgé de l’histoire de l'Enfer du Nord et le premier Wallon à s’imposer depuis Pino Cerami en 1960. Il remporte également sa quatrième classique « Monument » différente. Il ne lui manque plus que Milan-San Remo. Il est également le premier coureur de moins de 70 kilos à s'imposer sur Paris-Roubaix depuis Servais Knaven en 2001.

## Classement final

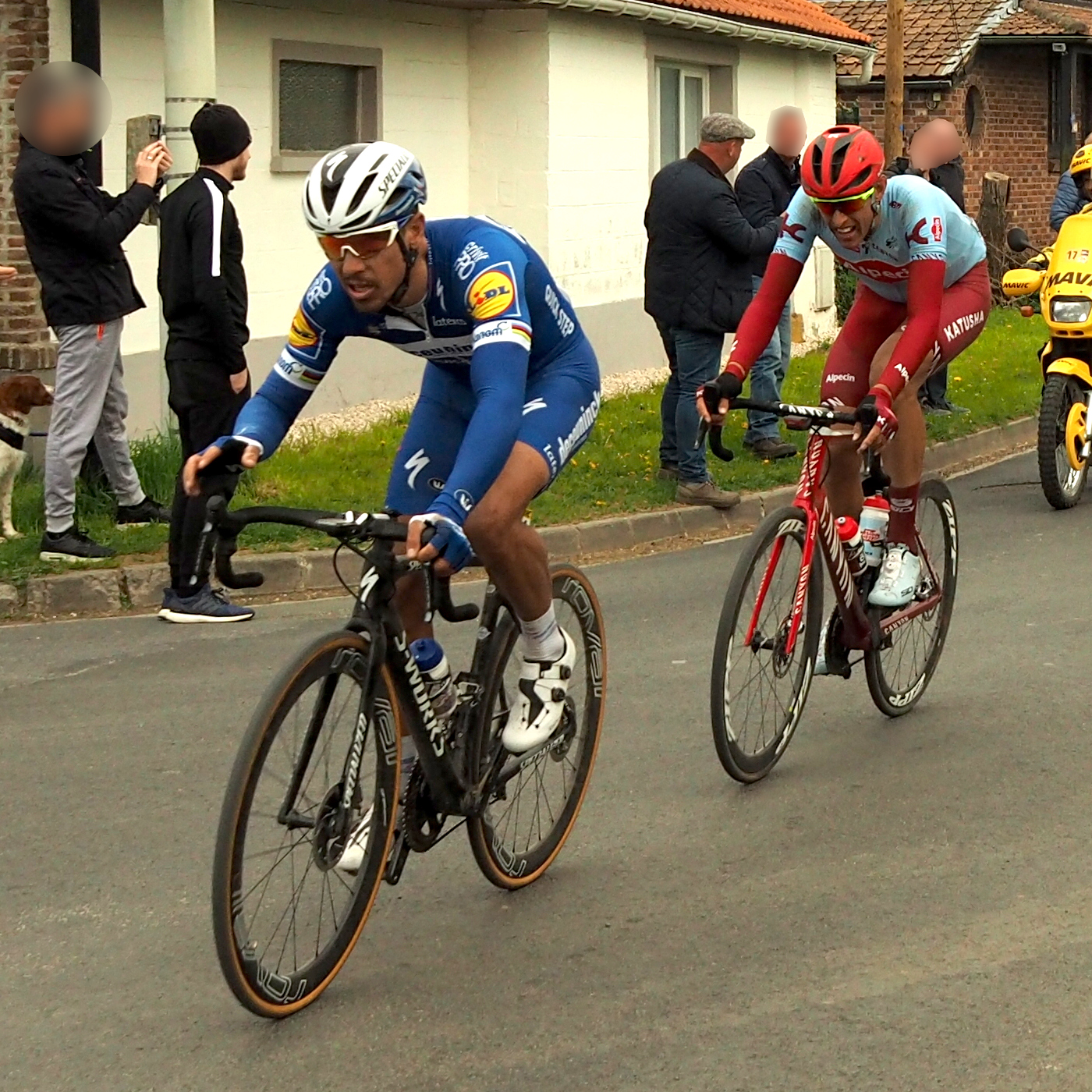
Paris-Roubaix 2019, Philippe Gilbert et Nils Politt à 8 kilomètres de l'arrivée

.
| \| Classement général \| Classement général \| Classement général \| Classement général \| Classement général \| \| Coureur \| Coureur \| Pays \| Équipe \| Temps \| \| ------------------ \| ------------------- \| ------------------ \| -------------------------- \| ------------------ \| \| 1er \| Philippe Gilbert \| Belgique \| Deceuninck-Quick Step \| 5 h 58 min 02 s \| \| 2e \| Nils Politt \| Allemagne \| Katusha-Alpecin \| + 0 s \| \| 3e \| Yves Lampaert \| Belgique \| Deceuninck-Quick Step \| + 13 s \| \| 4e \| Sep Vanmarcke \| Belgique \| EF Education First \| + 40 s \| \| 5e \| Peter Sagan \| Slovaquie \| Bora-Hansgrohe \| + 42 s \| \| 6e \| Florian Sénéchal \| France \| Deceuninck-Quick Step \| + 47 s \| \| 7e \| Mike Teunissen \| Pays-Bas \| Team Jumbo-Visma \| + 47 s \| \| 8e \| Zdeněk Štybar \| Tchéquie \| Deceuninck-Quick Step \| + 47 s \| \| 9e \| Evaldas Šiškevičius \| Lituanie \| Delko Marseille Provence \| + 47 s \| \| 10e \| Sebastian Langeveld \| Pays-Bas \| EF Education First \| + 47 s \| \| 11e \| Stefan Küng \| Suisse \| Groupama-FDJ \| + 47 s \| \| 12e \| Greg Van Avermaet \| Belgique \| CCC Team \| + 47 s \| \| 13e \| Oliver Naesen \| Belgique \| AG2R La Mondiale \| + 47 s \| \| 14e \| Heinrich Haussler \| Australie \| Bahrain-Merida \| + 1 min 24 s \| \| 15e \| Adrien Petit \| France \| Total Direct Énergie \| + 1 min 25 s \| \| 16e \| Marco Haller \| Autriche \| Katusha-Alpecin \| + 1 min 36 s \| \| 17e \| Arnaud Démare \| France \| Groupama-FDJ \| + 1 min 36 s \| \| 18e \| Anthony Turgis \| France \| Total Direct Énergie \| + 1 min 36 s \| \| 19e \| Hugo Hofstetter \| France \| Cofidis, Solutions Crédits \| + 1 min 36 s \| \| 20e \| Bert De Backer \| Belgique \| Vital Concept-B&B Hotels \| + 1 min 36 s \| |                     |           |                            |                 |
| |                     |           |                            |                 |
| Source : ProCyclingStats |                     |           |                            |                 |
| Classement général |                     |           |                            |                 |
| Coureur | Coureur             | Pays      | Équipe                     | Temps           |
| 1er | Philippe Gilbert    | Belgique  | Deceuninck-Quick Step      | 5 h 58 min 02 s |
| 2e | Nils Politt         | Allemagne | Katusha-Alpecin            | + 0 s           |
| 3e | Yves Lampaert       | Belgique  | Deceuninck-Quick Step      | + 13 s          |
| 4e | Sep Vanmarcke       | Belgique  | EF Education First         | + 40 s          |
| 5e | Peter Sagan         | Slovaquie | Bora-Hansgrohe             | + 42 s          |
| 6e | Florian Sénéchal    | France    | Deceuninck-Quick Step      | + 47 s          |
| 7e | Mike Teunissen      | Pays-Bas  | Team Jumbo-Visma           | + 47 s          |
| 8e | Zdeněk Štybar       | Tchéquie  | Deceuninck-Quick Step      | + 47 s          |
| 9e | Evaldas Šiškevičius | Lituanie  | Delko Marseille Provence   | + 47 s          |
| 10e | Sebastian Langeveld | Pays-Bas  | EF Education First         | + 47 s          |
| 11e | Stefan Küng         | Suisse    | Groupama-FDJ               | + 47 s          |
| 12e | Greg Van Avermaet   | Belgique  | CCC Team                   | + 47 s          |
| 13e | Oliver Naesen       | Belgique  | AG2R La Mondiale           | + 47 s          |
| 14e | Heinrich Haussler   | Australie | Bahrain-Merida             | + 1 min 24 s    |
| 15e | Adrien Petit        | France    | Total Direct Énergie       | + 1 min 25 s    |
| 16e | Marco Haller        | Autriche  | Katusha-Alpecin            | + 1 min 36 s    |
| 17e | Arnaud Démare       | France    | Groupama-FDJ               | + 1 min 36 s    |
| 18e | Anthony Turgis      | France    | Total Direct Énergie       | + 1 min 36 s    |
| 19e | Hugo Hofstetter     | France    | Cofidis, Solutions Crédits | + 1 min 36 s    |
| 20e | Bert De Backer      | Belgique  | Vital Concept-B&B Hotels   | + 1 min 36 s    |

### Classements UCI
La course attribue des points au Classement mondial UCI 2019 selon le barème suivant :
| Position           | 1er | 2e  | 3e  | 4e  | 5e  | 6e  | 7e  | 8e  | 9e  | 10e | 11e | 12e | 13e | 14e | 15e | 16e à 20e | 21e à 30e | 31e à 50e | 51e à 55e | 56e à 60e |
| Classement général | 500 | 400 | 325 | 275 | 225 | 175 | 150 | 125 | 100 | 85  | 70  | 60  | 50  | 40  | 35  | 30        | 20        | 10        | 5         | 3         |

## Liste des participants
| Bora-Hansgrohe BOH | Bora-Hansgrohe BOH        | Bora-Hansgrohe BOH |
| ------------------ | ------------------------- | ------------------ |
| Num                | Coureur                   | Pos                |
| 1                  | Peter Sagan (SVK) (route) | 5e                 |
| 2                  | Maciej Bodnar (POL)       | AB                 |
| 3                  | Marcus Burghardt (GER)    | 24e                |
| 4                  | Daniel Oss (ITA)          | AB                 |
| 5                  | Juraj Sagan (SVK)         | AB                 |
| 6                  | Andreas Schillinger (GER) | 53e                |
| 7                  | Rüdiger Selig (GER)       | 39e                |

| AG2R La Mondiale ALM | AG2R La Mondiale ALM    | AG2R La Mondiale ALM |
| -------------------- | ----------------------- | -------------------- |
| Num                  | Coureur                 | Pos                  |
| 11                   | Silvan Dillier (SUI)    | 57e                  |
| 12                   | Nico Denz (GER)         | 36e                  |
| 13                   | Julien Duval (FRA)      | 64e                  |
| 14                   | Dorian Godon (FRA)      | 68e                  |
| 15                   | Alexis Gougeard (FRA)   | AB                   |
| 16                   | Oliver Naesen (BEL)     | 13e                  |
| 17                   | Stijn Vandenbergh (BEL) | 23e                  |

| CCC Team CPT | CCC Team CPT                   | CCC Team CPT |
| ------------ | ------------------------------ | ------------ |
| Num          | Coureur                        | Pos          |
| 21           | Greg Van Avermaet (BEL)        | 12e          |
| 22           | Kamil Gradek (POL)             | AB           |
| 23           | Michael Schär (SUI)            | 80e          |
| 24           | Gijs Van Hoecke (BEL)          | AB           |
| 25           | Nathan Van Hooydonck (BEL)     | 47e          |
| 26           | Guillaume Van Keirsbulck (BEL) | 42e          |
| 27           | Łukasz Wiśniowski (POL)        | 77e          |

| Trek-Segafredo TFS | Trek-Segafredo TFS   | Trek-Segafredo TFS |
| ------------------ | -------------------- | ------------------ |
| Num                | Coureur              | Pos                |
| 31                 | John Degenkolb (GER) | 28e                |
| 32                 | Koen de Kort (NED)   | 49e                |
| 33                 | Alex Kirsch (LUX)    | HD                 |
| 34                 | Ryan Mullen (IRL)    | 96e                |
| 35                 | Mads Pedersen (DEN)  | 51e                |
| 36                 | Jasper Stuyven (BEL) | 27e                |
| 37                 | Edward Theuns (BEL)  | 55e                |

| EF Education First EF1 | EF Education First EF1    | EF Education First EF1 |
| ---------------------- | ------------------------- | ---------------------- |
| Num                    | Coureur                   | Pos                    |
| 41                     | Sep Vanmarcke (BEL)       | 4e                     |
| 42                     | Matti Breschel (DEN)      | 60e                    |
| 43                     | Mitchell Docker (AUS)     | 76e                    |
| 44                     | Julius van den Berg (NED) | AB                     |
| 45                     | Sebastian Langeveld (NED) | 10e                    |
| 46                     | Taylor Phinney (USA)      | AB                     |
| 47                     | Thomas Scully (NZL)       | 94e                    |

| Katusha-Alpecin TKA | Katusha-Alpecin TKA      | Katusha-Alpecin TKA |
| ------------------- | ------------------------ | ------------------- |
| Num                 | Coureur                  | Pos                 |
| 51                  | Nils Politt (GER)        | 2e                  |
| 52                  | Jenthe Biermans (BEL)    | AB                  |
| 53                  | Jens Debusschere (BEL)   | AB                  |
| 54                  | Marco Haller (AUT)       | 16e                 |
| 55                  | Reto Hollenstein (SUI)   | 58e                 |
| 56                  | Mads Würtz Schmidt (DEN) | 34e                 |
| 57                  | Rick Zabel (GER)         | 85e                 |

| Deceuninck-Quick Step DQT | Deceuninck-Quick Step DQT   | Deceuninck-Quick Step DQT |
| ------------------------- | --------------------------- | ------------------------- |
| Num                       | Coureur                     | Pos                       |
| 61                        | Zdeněk Štybar (CZE)         | 8e                        |
| 62                        | Kasper Asgreen (DEN)        | 50e                       |
| 63                        | Tim Declercq (BEL)          | AB                        |
| 64                        | Philippe Gilbert (BEL)      | 1er                       |
| 65                        | Iljo Keisse (BEL)           | AB                        |
| 66                        | Yves Lampaert (BEL) (route) | 3e                        |
| 67                        | Florian Sénéchal (FRA)      | 6e                        |

| Total Direct Énergie TDE | Total Direct Énergie TDE | Total Direct Énergie TDE |
| ------------------------ | ------------------------ | ------------------------ |
| Num                      | Coureur                  | Pos                      |
| 71                       | Adrien Petit (FRA)       | 15e                      |
| 72                       | Romain Cardis (FRA)      | AB                       |
| 73                       | Damien Gaudin (FRA)      | AB                       |
| 74                       | Yohann Gène (FRA)        | AB                       |
| 75                       | Pim Ligthart (NED)       | AB                       |
| 76                       | Alexandre Pichot (FRA)   | 92e                      |
| 77                       | Anthony Turgis (FRA)     | 18e                      |

| Mitchelton-Scott MTS | Mitchelton-Scott MTS         | Mitchelton-Scott MTS |
| -------------------- | ---------------------------- | -------------------- |
| Num                  | Coureur                      | Pos                  |
| 81                   | Matteo Trentin (ITA) (route) | 43e                  |
| 82                   | Edoardo Affini (ITA)         | 99e                  |
| 83                   | Jack Bauer (NZL)             | AB                   |
| 85                   | Michael Hepburn (AUS)        | 98e                  |
| 86                   | Luka Mezgec (SLO)            | AB                   |
| 87                   | Callum Scotson (AUS)         | HD                   |
| 88                   | Robert Stannard (AUS)        | 69e                  |

| Groupama-FDJ GFC | Groupama-FDJ GFC          | Groupama-FDJ GFC |
| ---------------- | ------------------------- | ---------------- |
| Num              | Coureur                   | Pos              |
| 91               | Arnaud Démare (FRA)       | 17e              |
| 92               | Jacopo Guarnieri (ITA)    | AB               |
| 93               | Ignatas Konovalovas (LTU) | 81e              |
| 94               | Stefan Küng (SUI)         | 11e              |
| 95               | Olivier Le Gac (FRA)      | 65e              |
| 96               | Marc Sarreau (FRA)        | 35e              |
| 97               | Ramon Sinkeldam (NED)     | AB               |

| Lotto-Soudal LTS | Lotto-Soudal LTS        | Lotto-Soudal LTS |
| ---------------- | ----------------------- | ---------------- |
| Num              | Coureur                 | Pos              |
| 101              | Jens Keukeleire (BEL)   | 29e              |
| 102              | Tiesj Benoot (BEL)      | AB               |
| 103              | Stan Dewulf (BEL)       | 79e              |
| 104              | Frederik Frison (BEL)   | AB               |
| 105              | Nikolas Maes (BEL)      | AB               |
| 106              | Lawrence Naesen (BEL)   | AB               |
| 107              | Brian van Goethem (NED) | AB               |

| Team Jumbo-Visma TJV | Team Jumbo-Visma TJV     | Team Jumbo-Visma TJV |
| -------------------- | ------------------------ | -------------------- |
| Num                  | Coureur                  | Pos                  |
| 111                  | Wout van Aert (BEL)      | 22e                  |
| 112                  | Pascal Eenkhoorn (NED)   | 63e                  |
| 114                  | Mike Teunissen (NED)     | 7e                   |
| 115                  | Taco van der Hoorn (NED) | AB                   |
| 116                  | Danny van Poppel (NED)   | AB                   |
| 117                  | Maarten Wynants (BEL)    | 40e                  |
| 118                  | Timo Roosen (NED)        | 89e                  |

| Team Sky SKY | Team Sky SKY           | Team Sky SKY |
| ------------ | ---------------------- | ------------ |
| Num          | Coureur                | Pos          |
| 121          | Luke Rowe (GBR)        | 32e          |
| 122          | Owain Doull (GBR)      | 95e          |
| 123          | Filippo Ganna (ITA)    | AB           |
| 124          | Christian Knees (GER)  | AB           |
| 125          | Gianni Moscon (ITA)    | 84e          |
| 126          | Ian Stannard (GBR)     | 82e          |
| 127          | Dylan van Baarle (NED) | 21e          |

| UAE Team Emirates UAD | UAE Team Emirates UAD              | UAE Team Emirates UAD |
| --------------------- | ---------------------------------- | --------------------- |
| Num                   | Coureur                            | Pos                   |
| 131                   | Alexander Kristoff (NOR)           | 56e                   |
| 132                   | Tom Bohli (SUI)                    | AB                    |
| 133                   | Sven Erik Bystrøm (NOR)            | AB                    |
| 134                   | Fernando Gaviria (COL)             | NP                    |
| 135                   | Vegard Stake Laengen (NOR) (route) | AB                    |
| 136                   | Marco Marcato (ITA)                | AB                    |
| 137                   | Jasper Philipsen (BEL)             | AB                    |

| Cofidis, Solutions Crédits COF | Cofidis, Solutions Crédits COF | Cofidis, Solutions Crédits COF |
| ------------------------------ | ------------------------------ | ------------------------------ |
| Num                            | Coureur                        | Pos                            |
| 141                            | Christophe Laporte (FRA)       | 33e                            |
| 142                            | Filippo Fortin (ITA)           | 100e                           |
| 143                            | Hugo Hofstetter (FRA)          | 19e                            |
| 144                            | Cyril Lemoine (FRA)            | 54e                            |
| 145                            | Damien Touzé (FRA)             | 48e                            |
| 146                            | Bert Van Lerberghe (BEL)       | AB                             |
| 147                            | Kenneth Vanbilsen (BEL)        | AB                             |

| Astana AST | Astana AST                | Astana AST |
| ---------- | ------------------------- | ---------- |
| Num        | Coureur                   | Pos        |
| 151        | Magnus Cort Nielsen (DEN) | AB         |
| 152        | Davide Ballerini (ITA)    | 31e        |
| 153        | Zhandos Bizhigitov (KAZ)  | AB         |
| 154        | Laurens De Vreese (BEL)   | 25e        |
| 155        | Daniil Fominykh (KAZ)     | AB         |
| 156        | Dmitriy Gruzdev (KAZ)     | AB         |
| 157        | Hugo Houle (CAN)          | 78e        |

| Bahrain-Merida TBM | Bahrain-Merida TBM          | Bahrain-Merida TBM |
| ------------------ | --------------------------- | ------------------ |
| Num                | Coureur                     | Pos                |
| 161                | Matej Mohorič (SLO) (route) | 70e                |
| 162                | Phil Bauhaus (GER)          | AB                 |
| 163                | Iván García Cortina (ESP)   | 41e                |
| 164                | Heinrich Haussler (AUS)     | 14e                |
| 165                | Kristjan Koren (SLO)        | 30e                |
| 166                | Marcel Sieberg (GER)        | AB                 |
| 167                | Jan Tratnik (SLO)           | 87e                |

| Movistar Team MOV | Movistar Team MOV       | Movistar Team MOV |
| ----------------- | ----------------------- | ----------------- |
| Num               | Coureur                 | Pos               |
| 171               | Jürgen Roelandts (BEL)  | AB                |
| 172               | Jorge Arcas (ESP)       | AB                |
| 173               | Daniele Bennati (ITA)   | AB                |
| 174               | Jaime Castrillo (ESP)   | AB                |
| 175               | Imanol Erviti (ESP)     | 73e               |
| 176               | Eduardo Sepúlveda (ARG) | HD                |
| 177               | Jasha Sütterlin (GER)   | AB                |

| Wanty-Gobert WGG | Wanty-Gobert WGG           | Wanty-Gobert WGG |
| ---------------- | -------------------------- | ---------------- |
| Num              | Coureur                    | Pos              |
| 181              | Frederik Backaert (BEL)    | 26e              |
| 183              | Ludwig De Winter (BEL)     | AB               |
| 184              | Tom Devriendt (BEL)        | 37e              |
| 185              | Wesley Kreder (NED)        | 38e              |
| 186              | Boris Vallée (BEL)         | 59e              |
| 187              | Pieter Vanspeybrouck (BEL) | AB               |
| 189              | Timothy Dupont (BEL)       | 52e              |

| Dimension Data TDD | Dimension Data TDD                | Dimension Data TDD |
| ------------------ | --------------------------------- | ------------------ |
| Num                | Coureur                           | Pos                |
| 191                | Edvald Boasson Hagen (NOR)        | 45e                |
| 192                | Lars Bak (DEN)                    | 91e                |
| 193                | Bernhard Eisel (AUT)              | 66e                |
| 194                | Reinardt Janse van Rensburg (RSA) | 61e                |
| 195                | Jay Robert Thomson (RSA)          | AB                 |
| 196                | Rasmus Tiller (NOR)               | HD                 |
| 197                | Julien Vermote (BEL)              | 86e                |

| Arkéa-Samsic PCB | Arkéa-Samsic PCB       | Arkéa-Samsic PCB |
| ---------------- | ---------------------- | ---------------- |
| Num              | Coureur                | Pos              |
| 201              | André Greipel (GER)    | AB               |
| 202              | Franck Bonnamour (FRA) | 88e              |
| 203              | Brice Feillu (FRA)     | AB               |
| 204              | Benoît Jarrier (FRA)   | 83e              |
| 205              | Clément Russo (FRA)    | 46e              |
| 206              | Alan Riou (FRA)        | HD               |
| 207              | Bram Welten (NED)      | AB               |

| Team Sunweb SUN | Team Sunweb SUN              | Team Sunweb SUN |
| --------------- | ---------------------------- | --------------- |
| Num             | Coureur                      | Pos             |
| 211             | Nikias Arndt (GER)           | 44e             |
| 212             | Cees Bol (NED)               | 62e             |
| 213             | Roy Curvers (NED)            | 75e             |
| 214             | Lennard Kämna (GER)          | AB              |
| 215             | Asbjørn Kragh Andersen (DEN) | AB              |
| 216             | Casper Pedersen (DEN)        | AB              |
| 217             | Max Walscheid (GER)          | HD              |

| Vital Concept-B&B Hotels VCB | Vital Concept-B&B Hotels VCB | Vital Concept-B&B Hotels VCB |
| ---------------------------- | ---------------------------- | ---------------------------- |
| Num                          | Coureur                      | Pos                          |
| 221                          | Bert De Backer (BEL)         | 20e                          |
| 222                          | Kris Boeckmans (BEL)         | 97e                          |
| 223                          | Corentin Ermenault (FRA)     | 90e                          |
| 224                          | Jérémy Lecroq (FRA)          | 72e                          |
| 225                          | Julien Morice (FRA)          | AB                           |
| 226                          | Jimmy Turgis (FRA)           | 67e                          |
| 227                          | Jonas Van Genechten (BEL)    | HD                           |

| Roompot-Charles ROC | Roompot-Charles ROC       | Roompot-Charles ROC |
| ------------------- | ------------------------- | ------------------- |
| Num                 | Coureur                   | Pos                 |
| 231                 | Lars Boom (NED)           | 74e                 |
| 232                 | Jesper Asselman (NED)     | HD                  |
| 233                 | Senne Leysen (BEL)        | AB                  |
| 235                 | Justin Timmermans (NED)   | AB                  |
| 236                 | Sjoerd van Ginneken (NED) | AB                  |
| 237                 | Boy van Poppel (NED)      | 93e                 |
| 238                 | Michael Van Staeyen (BEL) | AB                  |

| Delko Marseille Provence DMP | Delko Marseille Provence DMP   | Delko Marseille Provence DMP |
| ---------------------------- | ------------------------------ | ---------------------------- |
| Num                          | Coureur                        | Pos                          |
| 241                          | Evaldas Šiškevičius (LTU)      | 9e                           |
| 242                          | Joseph Areruya (RWA)           | HD                           |
| 243                          | Iuri Filosi (ITA)              | AB                           |
| 244                          | Brenton Jones (AUS)            | AB                           |
| 245                          | Przemysław Kasperkiewicz (POL) | HD                           |
| 246                          | Jérémy Leveau (FRA)            | AB                           |
| 247                          | Julien Trarieux (FRA)          | 71e                          |

| Bora-Hansgrohe BOH | Bora-Hansgrohe BOH        | Bora-Hansgrohe BOH |
| ------------------ | ------------------------- | ------------------ |
| Num                | Coureur                   | Pos                |
| 1                  | Peter Sagan (SVK) (route) | 5e                 |
| 2                  | Maciej Bodnar (POL)       | AB                 |
| 3                  | Marcus Burghardt (GER)    | 24e                |
| 4                  | Daniel Oss (ITA)          | AB                 |
| 5                  | Juraj Sagan (SVK)         | AB                 |
| 6                  | Andreas Schillinger (GER) | 53e                |
| 7                  | Rüdiger Selig (GER)       | 39e                |

| AG2R La Mondiale ALM | AG2R La Mondiale ALM    | AG2R La Mondiale ALM |
| -------------------- | ----------------------- | -------------------- |
| Num                  | Coureur                 | Pos                  |
| 11                   | Silvan Dillier (SUI)    | 57e                  |
| 12                   | Nico Denz (GER)         | 36e                  |
| 13                   | Julien Duval (FRA)      | 64e                  |
| 14                   | Dorian Godon (FRA)      | 68e                  |
| 15                   | Alexis Gougeard (FRA)   | AB                   |
| 16                   | Oliver Naesen (BEL)     | 13e                  |
| 17                   | Stijn Vandenbergh (BEL) | 23e                  |

| CCC Team CPT | CCC Team CPT                   | CCC Team CPT |
| ------------ | ------------------------------ | ------------ |
| Num          | Coureur                        | Pos          |
| 21           | Greg Van Avermaet (BEL)        | 12e          |
| 22           | Kamil Gradek (POL)             | AB           |
| 23           | Michael Schär (SUI)            | 80e          |
| 24           | Gijs Van Hoecke (BEL)          | AB           |
| 25           | Nathan Van Hooydonck (BEL)     | 47e          |
| 26           | Guillaume Van Keirsbulck (BEL) | 42e          |
| 27           | Łukasz Wiśniowski (POL)        | 77e          |

| Trek-Segafredo TFS | Trek-Segafredo TFS   | Trek-Segafredo TFS |
| ------------------ | -------------------- | ------------------ |
| Num                | Coureur              | Pos                |
| 31                 | John Degenkolb (GER) | 28e                |
| 32                 | Koen de Kort (NED)   | 49e                |
| 33                 | Alex Kirsch (LUX)    | HD                 |
| 34                 | Ryan Mullen (IRL)    | 96e                |
| 35                 | Mads Pedersen (DEN)  | 51e                |
| 36                 | Jasper Stuyven (BEL) | 27e                |
| 37                 | Edward Theuns (BEL)  | 55e                |

| EF Education First EF1 | EF Education First EF1    | EF Education First EF1 |
| ---------------------- | ------------------------- | ---------------------- |
| Num                    | Coureur                   | Pos                    |
| 41                     | Sep Vanmarcke (BEL)       | 4e                     |
| 42                     | Matti Breschel (DEN)      | 60e                    |
| 43                     | Mitchell Docker (AUS)     | 76e                    |
| 44                     | Julius van den Berg (NED) | AB                     |
| 45                     | Sebastian Langeveld (NED) | 10e                    |
| 46                     | Taylor Phinney (USA)      | AB                     |
| 47                     | Thomas Scully (NZL)       | 94e                    |

| Katusha-Alpecin TKA | Katusha-Alpecin TKA      | Katusha-Alpecin TKA |
| ------------------- | ------------------------ | ------------------- |
| Num                 | Coureur                  | Pos                 |
| 51                  | Nils Politt (GER)        | 2e                  |
| 52                  | Jenthe Biermans (BEL)    | AB                  |
| 53                  | Jens Debusschere (BEL)   | AB                  |
| 54                  | Marco Haller (AUT)       | 16e                 |
| 55                  | Reto Hollenstein (SUI)   | 58e                 |
| 56                  | Mads Würtz Schmidt (DEN) | 34e                 |
| 57                  | Rick Zabel (GER)         | 85e                 |

| Deceuninck-Quick Step DQT | Deceuninck-Quick Step DQT   | Deceuninck-Quick Step DQT |
| ------------------------- | --------------------------- | ------------------------- |
| Num                       | Coureur                     | Pos                       |
| 61                        | Zdeněk Štybar (CZE)         | 8e                        |
| 62                        | Kasper Asgreen (DEN)        | 50e                       |
| 63                        | Tim Declercq (BEL)          | AB                        |
| 64                        | Philippe Gilbert (BEL)      | 1er                       |
| 65                        | Iljo Keisse (BEL)           | AB                        |
| 66                        | Yves Lampaert (BEL) (route) | 3e                        |
| 67                        | Florian Sénéchal (FRA)      | 6e                        |

| Total Direct Énergie TDE | Total Direct Énergie TDE | Total Direct Énergie TDE |
| ------------------------ | ------------------------ | ------------------------ |
| Num                      | Coureur                  | Pos                      |
| 71                       | Adrien Petit (FRA)       | 15e                      |
| 72                       | Romain Cardis (FRA)      | AB                       |
| 73                       | Damien Gaudin (FRA)      | AB                       |
| 74                       | Yohann Gène (FRA)        | AB                       |
| 75                       | Pim Ligthart (NED)       | AB                       |
| 76                       | Alexandre Pichot (FRA)   | 92e                      |
| 77                       | Anthony Turgis (FRA)     | 18e                      |

| Mitchelton-Scott MTS | Mitchelton-Scott MTS         | Mitchelton-Scott MTS |
| -------------------- | ---------------------------- | -------------------- |
| Num                  | Coureur                      | Pos                  |
| 81                   | Matteo Trentin (ITA) (route) | 43e                  |
| 82                   | Edoardo Affini (ITA)         | 99e                  |
| 83                   | Jack Bauer (NZL)             | AB                   |
| 85                   | Michael Hepburn (AUS)        | 98e                  |
| 86                   | Luka Mezgec (SLO)            | AB                   |
| 87                   | Callum Scotson (AUS)         | HD                   |
| 88                   | Robert Stannard (AUS)        | 69e                  |

| Groupama-FDJ GFC | Groupama-FDJ GFC          | Groupama-FDJ GFC |
| ---------------- | ------------------------- | ---------------- |
| Num              | Coureur                   | Pos              |
| 91               | Arnaud Démare (FRA)       | 17e              |
| 92               | Jacopo Guarnieri (ITA)    | AB               |
| 93               | Ignatas Konovalovas (LTU) | 81e              |
| 94               | Stefan Küng (SUI)         | 11e              |
| 95               | Olivier Le Gac (FRA)      | 65e              |
| 96               | Marc Sarreau (FRA)        | 35e              |
| 97               | Ramon Sinkeldam (NED)     | AB               |

| Lotto-Soudal LTS | Lotto-Soudal LTS        | Lotto-Soudal LTS |
| ---------------- | ----------------------- | ---------------- |
| Num              | Coureur                 | Pos              |
| 101              | Jens Keukeleire (BEL)   | 29e              |
| 102              | Tiesj Benoot (BEL)      | AB               |
| 103              | Stan Dewulf (BEL)       | 79e              |
| 104              | Frederik Frison (BEL)   | AB               |
| 105              | Nikolas Maes (BEL)      | AB               |
| 106              | Lawrence Naesen (BEL)   | AB               |
| 107              | Brian van Goethem (NED) | AB               |

| Team Jumbo-Visma TJV | Team Jumbo-Visma TJV     | Team Jumbo-Visma TJV |
| -------------------- | ------------------------ | -------------------- |
| Num                  | Coureur                  | Pos                  |
| 111                  | Wout van Aert (BEL)      | 22e                  |
| 112                  | Pascal Eenkhoorn (NED)   | 63e                  |
| 114                  | Mike Teunissen (NED)     | 7e                   |
| 115                  | Taco van der Hoorn (NED) | AB                   |
| 116                  | Danny van Poppel (NED)   | AB                   |
| 117                  | Maarten Wynants (BEL)    | 40e                  |
| 118                  | Timo Roosen (NED)        | 89e                  |

| Team Sky SKY | Team Sky SKY           | Team Sky SKY |
| ------------ | ---------------------- | ------------ |
| Num          | Coureur                | Pos          |
| 121          | Luke Rowe (GBR)        | 32e          |
| 122          | Owain Doull (GBR)      | 95e          |
| 123          | Filippo Ganna (ITA)    | AB           |
| 124          | Christian Knees (GER)  | AB           |
| 125          | Gianni Moscon (ITA)    | 84e          |
| 126          | Ian Stannard (GBR)     | 82e          |
| 127          | Dylan van Baarle (NED) | 21e          |

| UAE Team Emirates UAD | UAE Team Emirates UAD              | UAE Team Emirates UAD |
| --------------------- | ---------------------------------- | --------------------- |
| Num                   | Coureur                            | Pos                   |
| 131                   | Alexander Kristoff (NOR)           | 56e                   |
| 132                   | Tom Bohli (SUI)                    | AB                    |
| 133                   | Sven Erik Bystrøm (NOR)            | AB                    |
| 134                   | Fernando Gaviria (COL)             | NP                    |
| 135                   | Vegard Stake Laengen (NOR) (route) | AB                    |
| 136                   | Marco Marcato (ITA)                | AB                    |
| 137                   | Jasper Philipsen (BEL)             | AB                    |

| Cofidis, Solutions Crédits COF | Cofidis, Solutions Crédits COF | Cofidis, Solutions Crédits COF |
| ------------------------------ | ------------------------------ | ------------------------------ |
| Num                            | Coureur                        | Pos                            |
| 141                            | Christophe Laporte (FRA)       | 33e                            |
| 142                            | Filippo Fortin (ITA)           | 100e                           |
| 143                            | Hugo Hofstetter (FRA)          | 19e                            |
| 144                            | Cyril Lemoine (FRA)            | 54e                            |
| 145                            | Damien Touzé (FRA)             | 48e                            |
| 146                            | Bert Van Lerberghe (BEL)       | AB                             |
| 147                            | Kenneth Vanbilsen (BEL)        | AB                             |

| Astana AST | Astana AST                | Astana AST |
| ---------- | ------------------------- | ---------- |
| Num        | Coureur                   | Pos        |
| 151        | Magnus Cort Nielsen (DEN) | AB         |
| 152        | Davide Ballerini (ITA)    | 31e        |
| 153        | Zhandos Bizhigitov (KAZ)  | AB         |
| 154        | Laurens De Vreese (BEL)   | 25e        |
| 155        | Daniil Fominykh (KAZ)     | AB         |
| 156        | Dmitriy Gruzdev (KAZ)     | AB         |
| 157        | Hugo Houle (CAN)          | 78e        |

| Bahrain-Merida TBM | Bahrain-Merida TBM          | Bahrain-Merida TBM |
| ------------------ | --------------------------- | ------------------ |
| Num                | Coureur                     | Pos                |
| 161                | Matej Mohorič (SLO) (route) | 70e                |
| 162                | Phil Bauhaus (GER)          | AB                 |
| 163                | Iván García Cortina (ESP)   | 41e                |
| 164                | Heinrich Haussler (AUS)     | 14e                |
| 165                | Kristjan Koren (SLO)        | 30e                |
| 166                | Marcel Sieberg (GER)        | AB                 |
| 167                | Jan Tratnik (SLO)           | 87e                |

| Movistar Team MOV | Movistar Team MOV       | Movistar Team MOV |
| ----------------- | ----------------------- | ----------------- |
| Num               | Coureur                 | Pos               |
| 171               | Jürgen Roelandts (BEL)  | AB                |
| 172               | Jorge Arcas (ESP)       | AB                |
| 173               | Daniele Bennati (ITA)   | AB                |
| 174               | Jaime Castrillo (ESP)   | AB                |
| 175               | Imanol Erviti (ESP)     | 73e               |
| 176               | Eduardo Sepúlveda (ARG) | HD                |
| 177               | Jasha Sütterlin (GER)   | AB                |

| Wanty-Gobert WGG | Wanty-Gobert WGG           | Wanty-Gobert WGG |
| ---------------- | -------------------------- | ---------------- |
| Num              | Coureur                    | Pos              |
| 181              | Frederik Backaert (BEL)    | 26e              |
| 183              | Ludwig De Winter (BEL)     | AB               |
| 184              | Tom Devriendt (BEL)        | 37e              |
| 185              | Wesley Kreder (NED)        | 38e              |
| 186              | Boris Vallée (BEL)         | 59e              |
| 187              | Pieter Vanspeybrouck (BEL) | AB               |
| 189              | Timothy Dupont (BEL)       | 52e              |

| Dimension Data TDD | Dimension Data TDD                | Dimension Data TDD |
| ------------------ | --------------------------------- | ------------------ |
| Num                | Coureur                           | Pos                |
| 191                | Edvald Boasson Hagen (NOR)        | 45e                |
| 192                | Lars Bak (DEN)                    | 91e                |
| 193                | Bernhard Eisel (AUT)              | 66e                |
| 194                | Reinardt Janse van Rensburg (RSA) | 61e                |
| 195                | Jay Robert Thomson (RSA)          | AB                 |
| 196                | Rasmus Tiller (NOR)               | HD                 |
| 197                | Julien Vermote (BEL)              | 86e                |

| Arkéa-Samsic PCB | Arkéa-Samsic PCB       | Arkéa-Samsic PCB |
| ---------------- | ---------------------- | ---------------- |
| Num              | Coureur                | Pos              |
| 201              | André Greipel (GER)    | AB               |
| 202              | Franck Bonnamour (FRA) | 88e              |
| 203              | Brice Feillu (FRA)     | AB               |
| 204              | Benoît Jarrier (FRA)   | 83e              |
| 205              | Clément Russo (FRA)    | 46e              |
| 206              | Alan Riou (FRA)        | HD               |
| 207              | Bram Welten (NED)      | AB               |

| Team Sunweb SUN | Team Sunweb SUN              | Team Sunweb SUN |
| --------------- | ---------------------------- | --------------- |
| Num             | Coureur                      | Pos             |
| 211             | Nikias Arndt (GER)           | 44e             |
| 212             | Cees Bol (NED)               | 62e             |
| 213             | Roy Curvers (NED)            | 75e             |
| 214             | Lennard Kämna (GER)          | AB              |
| 215             | Asbjørn Kragh Andersen (DEN) | AB              |
| 216             | Casper Pedersen (DEN)        | AB              |
| 217             | Max Walscheid (GER)          | HD              |

| Vital Concept-B&B Hotels VCB | Vital Concept-B&B Hotels VCB | Vital Concept-B&B Hotels VCB |
| ---------------------------- | ---------------------------- | ---------------------------- |
| Num                          | Coureur                      | Pos                          |
| 221                          | Bert De Backer (BEL)         | 20e                          |
| 222                          | Kris Boeckmans (BEL)         | 97e                          |
| 223                          | Corentin Ermenault (FRA)     | 90e                          |
| 224                          | Jérémy Lecroq (FRA)          | 72e                          |
| 225                          | Julien Morice (FRA)          | AB                           |
| 226                          | Jimmy Turgis (FRA)           | 67e                          |
| 227                          | Jonas Van Genechten (BEL)    | HD                           |

| Roompot-Charles ROC | Roompot-Charles ROC       | Roompot-Charles ROC |
| ------------------- | ------------------------- | ------------------- |
| Num                 | Coureur                   | Pos                 |
| 231                 | Lars Boom (NED)           | 74e                 |
| 232                 | Jesper Asselman (NED)     | HD                  |
| 233                 | Senne Leysen (BEL)        | AB                  |
| 235                 | Justin Timmermans (NED)   | AB                  |
| 236                 | Sjoerd van Ginneken (NED) | AB                  |
| 237                 | Boy van Poppel (NED)      | 93e                 |
| 238                 | Michael Van Staeyen (BEL) | AB                  |

| Delko Marseille Provence DMP | Delko Marseille Provence DMP   | Delko Marseille Provence DMP |
| ---------------------------- | ------------------------------ | ---------------------------- |
| Num                          | Coureur                        | Pos                          |
| 241                          | Evaldas Šiškevičius (LTU)      | 9e                           |
| 242                          | Joseph Areruya (RWA)           | HD                           |
| 243                          | Iuri Filosi (ITA)              | AB                           |
| 244                          | Brenton Jones (AUS)            | AB                           |
| 245                          | Przemysław Kasperkiewicz (POL) | HD                           |
| 246                          | Jérémy Leveau (FRA)            | AB                           |
| 247                          | Julien Trarieux (FRA)          | 71e                          |